# Discocactus zehntneri
Discocactus zehntneri är en kaktusväxtart som beskrevs av Nathaniel Lord Britton och Joseph Nelson Rose. Discocactus zehntneri ingår i släktet Discocactus och familjen kaktusväxter.

## Underarter
Arten delas in i följande underarter:
- D. z. boomianus
- D. z. zehntneri

## Bildgalleri

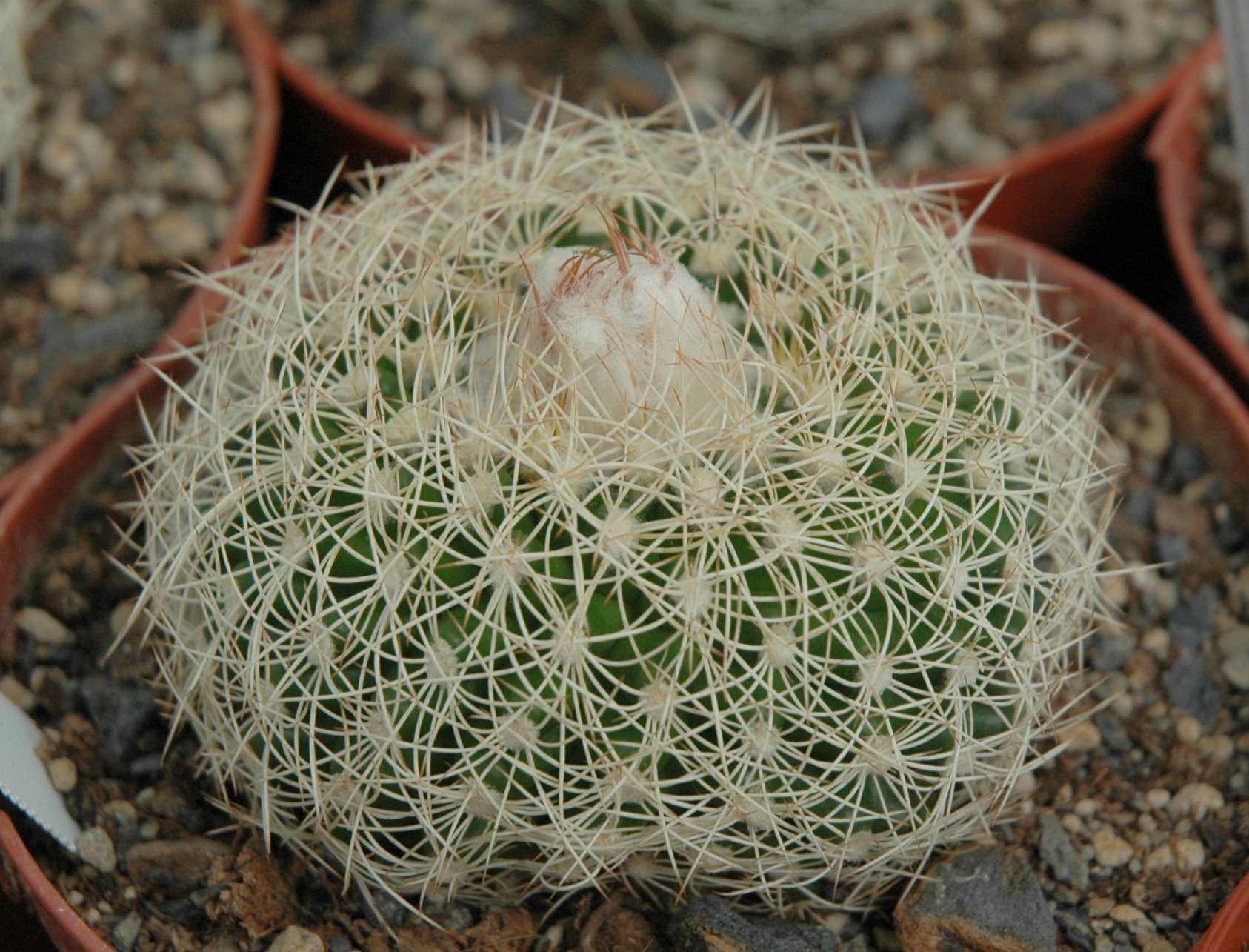